# Pheucticus
Pheucticus es un género de aves de la familia Cardinalidae. Está integrado por 6 especies, conocidas vulgarmente con el nombre de picogordos, picogruesos, piquigruesos, o reyes del bosque.
Habitan en diversos tipos de bosques, selvas de montaña, y matorrales desde gran parte de América del Norte hasta el centro-sur de América del Sur. Se alimentan de semillas, frutos, y brotes. Por su potente canto y atractivo colorido son frecuentemente capturados para ser comercializados en el mercado de aves de jaula.

## Especies
Este género se subdivide en 6 especies:
- Pheucticus chrysopeplus (Vigors, 1832)
- Pheucticus chrysogaster (Lesson, 1832)
- Pheucticus tibialis Lawrence, 1867
- Pheucticus aureoventris (d'Orbigny & Lafresnaye, 1837)
- Pheucticus ludovicianus (Linnaeus, 1766)
- Pheucticus melanocephalus (Swainson, 1827)